# Ушомирська сільська рада
Ушомирська сільська рада — орган місцевого самоврядування Ушомирської сільської територіальної громади Житомирської області з розміщенням у с. Ушомир.

## Склад ради

### VIII скликання
Рада складається з 22 депутатів та голови.
25 жовтня 2020 року, на чергових місцевих виборах, було обрано 22 депутати ради, з них (за суб'єктами висування): самовисування — 8, «Слуга народу» — 7, Всеукраїнське об'єднання «Батьківщина» — 5 та «Наш край» — 2.
Головою громади обрали позапартійну висуванку «Слуги народу» Людмилу Малу, чинну керівницю Ушомирської сільської громади.

### Перші вибори до ради громади (2016р.)
Перші вибори до ради громади та сільського голови відбулись 18 грудня 2016 року. Було обрано 26 депутатів ради, серед яких 21 самовисуванець та 5 представників Всеукраїнського об'єднання «Батьківщина».
Головою громади обрали позапартійну самовисуванку, чинного Ушомирського сільського голову, Людмилу Малу.
30 червня 2019 року було проведено додаткові вибори депутатів ради громади на територіях колишніх Білошицівської, Веселівської та Лісівщинської сільських рад, котрі приєднались до громади у 2018 році. Обрали 7 депутатів, з них 4 представляють Всеукраїнське об'єднання «Батьківщина» та троє є самовисуванцями.

### Керівний склад сільської ради
| ПІБ                     | Основні відомості                                                 | Суб'єкт висування | Дата обрання | Дата звільнення |
| ----------------------- | ----------------------------------------------------------------- | ----------------- | ------------ | --------------- |
| Ткач Микола Сергійович  | Сільський голова, 1951 року народження, освіта, безпартійний      |                   | 26.03.2006   | 31.10.2010      |
| Мала Людмила Рафаїлівна | Сільський голова, 1955 року народження, освіта вища, позапартійна |                   | 31.10.2010   | 25.10.2015      |
| Мала Людмила Рафаїлівна | Сільський голова, 1955 року народження, освіта вища, позапартійна | Самовисування     | 25.10.2015   | 18.12.2016      |
| Мала Людмила Рафаїлівна | Сільський голова, 1955 року народження, освіта вища, позапартійна | Самовисування     | 18.12.2016   | 25.10.2020      |
| Мала Людмила Рафаїлівна | Сільський голова, 1955 року народження, освіта вища, позапартійна | «Слуга народу»    | 25.10.2020   |                 |

Примітка: таблиця складена за даними джерела

## Історія
Створена 1923 року в складі сільської та містечкової частин містечка Ушомир, колонії Заріччя, хутора Сушець та радгоспу Красногірка Ушомирської волості Коростенського повіту Волинської губернії. Станом на 17 грудня в підпорядкуванні ради значилися хутори Білі Глинки, Вишеньки, Ковбащина, Костел, Рудий Брід, Тростянка, Ушомирський хутір, Ушомирський фільварок, на 1 жовтня 1941 року — х. Рудня-Ушомирська, х. Красногірка значився в підпорядкуванні Новобогушівської сільської ради Коростенського району, хутори Білі Глинки, Вишеньки, Костел, Рудий Брід, Сушець, Тростянка, Ушомирський хутір та Ушомирський фільварок не перебували на обліку населених пунктів.
Станом на 1 вересня 1946 року сільська рада входила до складу Коростенського району Житомирської області, на обліку в раді перебували села Заріччя, Ковбащина, Рудня-Ушомирська, Ушомир та х. Ужівка.
5 березня 1959 року, відповідно до рішення Житомирського облвиконкому № 161 «Про ліквідацію та зміну адміністративно-територіального поділу окремих сільських рад області», підпорядковано села Березневе, Пугачівка, Рудня-Пугачівська (згодом — Струмок), Садибне та Сантарка ліквідованої Пугачівської сільської ради Коростенського району. 29 червня 1960 року, відповідно до рішення Житомирського облвиконкому № 683 «Про об'єднання деяких населених пунктів в районах області», х. Ужівка об'єднано із с. Ушомир.
На 1 січня 1972 року сільська рада входила до складу Коростенського району Житомирської області, на обліку в раді перебували села Березневе, Заріччя, Ковбащина, Пугачівка, Рудня-Ушомирська, Садибне, Сантарка, Струмок та Ушомир.
28 липня 2016 року територію та населені пункти ради включено до складу новоутвореної Ушомирської сільської територіальної громади Коростенського району Житомирської області.
Входила до складу Коростенського (Ушомирського, 7.03.1923 р., 28.02.1940 р.) району та Коростенської міської ради (1.06.1935 р.).

### Населення
Кількість населення ради станом на 1923 рік становила 4 394 особи, кількість дворів — 593.
Кількість населення сільської ради станом на 1924 рік становила 2 560 осіб.
Кількість населення ради, станом на 1931 рік, складала 1 593 особи.
Відповідно до результатів перепису населення СРСР, кількість населення ради станом на 12 січня 1989 року становила 3 343 особи.
Станом на 5 грудня 2001 року, відповідно до перепису населення України, кількість мешканців сільської ради становила 2 965 осіб.